# Claudia Rufina
Claudia Rufina est une femme descendant d'une famille de la province romaine de Bretagne (située au sud de l'île que nous appelons Grande-Bretagne aujourd'hui) qui vivait à Rome vers 90 et était connue du poète Martial. Celui-ci parle d'elle dans une de ses Épigrammes (XI, 53), la décrivant comme « caeruleis [...] Britannis edita » (« issue des Bretons bleus », probablement en référence à la coutume britannique de se peindre avec du pastel). Martial loue sa beauté, son éducation et sa fécondité.
Elle est probablement identique à la « Claudia Peregrina » (« Claudia l’Étrangère ») dont le même Martial décrit le mariage avec son ami Aulus Pudens, un centurion d'Ombrie à qui plusieurs de ses poèmes sont adressés (Épigrammes IV, 13). Elle peut aussi être la Claudia dont Martial compare la haute taille à celle du Colosse de Néron, une statue gigantesque qui se dressait autrefois près du mont Palatin (Épigrammes VIII, 60).
Une inscription fragmentaire trouvée à Chichester indique qu'un soldat romain nommé Pudens a fait don au roi britannique Tiberius Claudius Cogidubnus du site sur lequel un temple à Neptune a été édifié. L'inscription précise que Pudens avait épousé à Rome la fille de ce roi, nommée Claudia Rufina (CIL VII, 17).
Le mariage de cette femme britannique, Claudia Rufina, rend tout à fait probable que les Pudens et Claudia Rufina de Martial soient les mêmes que les Pudens et Claudia Rufina de l'inscription de Chichester.
Une partie de la critique ancienne, du XVIe au XIXe siècles[réf. nécessaire], a identifié ce Pudens et cette Claudia aux personnages du même nom mentionnés par Paul de Tarse dans sa Deuxième épître à Timothée (4, 21), mais séparés par la mention d'un Linus : Salutat te Eubulus et Pudens et Linus et Claudia et fratres omnes. Comme d'autres textes chrétiens antiques [Lesquels ?] disent que l'évêque de Rome appelé Linus était un fils de Pudens et Claudia [réf. nécessaire], ces « antiquaires » ont supposé que Claudia Rufina et son mari Pudens étaient chrétiens et qu'ils étaient les parents de cet évêque de Rome. Toutefois, l'identification de ces deux personnages ne repose que sur leurs noms, et d'autres Claudia et Pudens sont maris et femmes à l'époque et donc sont eux aussi éligibles pour cette identification. En outre, si Claudia et Pudens avaient été mari et femme dans l'esprit du rédacteur de la Deuxième épître à Timothée, ils n'auraient pas été séparés par un autre nom (en l'occurrence Linus). Il y a aujourd'hui consensus des spécialistes sur le manque de fondement d'une telle identification.

## L'inscription de Chichester
La capitale de Tiberius Claudius Cogidubnus est supposée être Noviomagus (actuelle Chichester) où se trouve l'une de ses inscriptions le mentionnant ainsi qu'un certain Pudens : 
| | [N]EPTVNO·ET·MINERVAE TEMPLVM [PR]O·SALVTE·DO[MVS]·DIVINA[E] [EX]·AVCTORITAT[E·TI]·CLAVD· [CO]GIDVBNI·R[EG·MA]GNI·BRIT· [COLE]GIVM·FABROR·ET[·Q]VI·IN·E[O] [SVNT]·D·S·D·DONANTE·APEAM [...]ENTE PVDENTINI·FIL |
| N]eptuno et Minervae \| Templum \| pr]o salute do[mus] divinae \| ex] auctorita[te Ti.] Claud. \| Co]gidubni Reg(is) Magni Brit(anniae). \| Colle]gium fabror. et qui in e[o \| sunt] D.S.D. donante aream Clem]ente Pudentini Fil. | |

Il s'agit d'un autel à Neptune et Minerve pour le salut de la Maison Impériale, et dont la construction fut ordonnée par Cogidubnos et réalisée par le collège des fabri.

## Théories disputées

### Dans le christianisme primitif
La Deuxième épître à Timothée du Nouveau Testament contient un passage où Paul de Tarse salue « Eubulus, Pudens, Linus, Claudia, et tous les frères. » Les Constitutions apostoliques rapportent que l'évêque Clément de Rome a été nommé par l'apôtre Pierre après la mort de l'évêque « Linus, fils de Claudia », qui avait été ordonné par Paul,. Cette partie des Constitutions apostoliques est datée du IIe siècle. D'autres textes chrétiens plus tardifs[Lesquels ?] disent que Linus était le fils de Pudens et Claudia[réf. nécessaire]. Il a donc été supposé que les Claudia et Pudens mentionnés ici pourraient être les mêmes que Claudia Rufina et son mari. William Camden a fait cette identification, citant John Bale et Matthew Parker. L'historien du Vatican, César Baronius, est parvenu à la même conclusion dans ses Annales Ecclesiastici. Au XVIIe siècle, James Ussher a accepté, et identifié le Linus mentionné comme le premier évêque de Rome de ce nom. John Williams a fait la même identification au XIXe siècle. Ce serait ce saint Pudens qui aurait été un sénateur romain[réf. nécessaire] qui aurait hébergé l'apôtre Pierre lors d'un de ses séjours à Rome[réf. nécessaire]. Sa demeure à Rome serait devenue une des premières églises domestiques de la ville et ce serait elle qui aurait donné naissance au titulus Pudentis qui était aussi connu comme ecclesia Pudentiana. Les actes du synode du pape Symmaque (499) mentionnent l'existence de ce titulus Pudentis, qui est appelé titulus sancti Pudentis moins d'un siècle plus tard, dans les Actes du synode de 595 : la canonisation survenue dans l'intervalle s'explique par la diffusion de la légende pseudépigraphe BHL 6988-6989 (Actes de Pudens, Potentienne et Praxède) qui présente Pudens comme un saint personnage et le père de deux « saintes » créées à cette occasion pour légitimer un parti (celui de l'antipape Laurent) dans le schisme qui déchirait Rome au début du VIe siècle.
Cependant, la coïncidence des noms est insuffisante pour donner un fondement à une telle identification. En effet, le nom Claudia a été porté par chaque membre féminin de la gens Claudia, qui était une importante famille de l'aristocratie romaine, et le nom Pudens n'était pas un cognomen rare. En dehors de cette coïncidence et du rang sénatorial des deux Pudens, il n'y a aucune preuve d'un lien entre les Claudia et Pudens mentionnés par Martial et les Claudia et Pudens de la Deuxième épître à Timothée, qui du reste ne sont pas nommés à la suite l'un de l'autre (ce qui est d'usage pour deux époux), mais sont séparés par la mention d'un Linus. On note d'ailleurs l'existence d'un Titus Claudius Pudens, mari de Claudia Quintilla. Ce couple a perdu un fils en bas âge qui a été immortalisé sur une inscription trouvée sur la route entre Rome et Ostie (CIL VI.15,066).